# خوان کارلوس پوزو
خوان کارلوس پوزو (انگلیسی: Juan Carlos Pozo؛ زادهٔ ۲۱ ژانویهٔ ۱۹۸۱) بازیکن فوتبال اهل اسپانیا است.